# Халаши, Дьюла
Дьюла Халаши (венг. Gyula Halasy; 19 июля 1891 — 20 декабря 1970) — венгерский стрелок, олимпийский чемпион.
Дьюла Халаши родился в 1891 году в Кишварде. В 1924 году на Олимпийских играх в Париже он завоевал золотую медаль в стрельбе на траншейном стенде. В 1932 году Дьюла Халаши завоевал золотую и бронзовую медали чемпионата мира, в 1936 — золотую и серебряную медали чемпионата мира.